# Кинематограф Аргентины

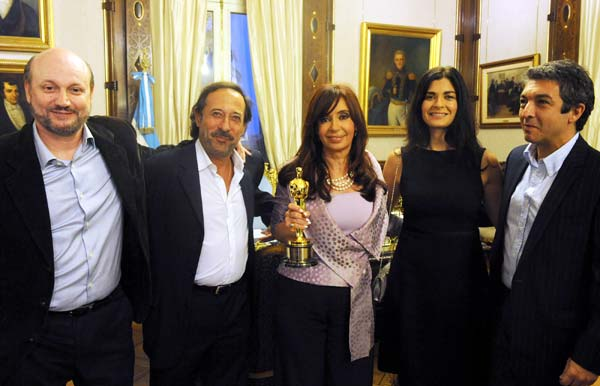
Приём у президента Аргентины Кристины Фернандес де Киршнер (в центре) по поводу получения фильмом «Тайна в его глазах» премии «Оскар», второй за историю национального кинематографа. Буэнос-Айрес, Каса-Росада, 2010 год.
Присутствуют (слева направо): режиссёр Хуан Хосе Кампанелья, актёр Гильермо Францелла, президент, актриса Соледад Вильямиль, актёр Рикардо Дарин

Кинематограф Аргентины (исп. Cine de la Argentina) — один из видов художественного творчества в Республике Аргентина, национальный стиль и способ подачи кинематографического материала, а также экономические взаимоотношения, связанные с процессом производства и прокатом созданных произведений. Занимает одно из лидирующих положений в этой отрасли среди испаноговорящих стран, в том числе по количеству международных наград: 16 побед из 23 номинаций на премию «Гойя» за Лучший иностранный фильм на испанском языке, 2 победы из 6 номинаций на «Оскар» за Лучший фильм на иностранном языке.

## Зарождение
Первый киносеанс в Аргентине, на котором были показаны короткометражные фильмы братьев Люмьер, включая легендарный «Прибытие поезда на вокзал Ла-Сьота», состоялся 18 июля 1896 года в Театре Одеон (Буэнос-Айрес).
Первым фильмом аргентинского кинематографа считается снятая в 1897 году Эженом Пи одноминутная документальная лента, где показан флаг Аргентины, развевающийся над Площадью Мая Буэнос-Айреса. Уже два года спустя выходит 26-минутная документальная работа, зафиксировавшая серию хирургических операций медика Алехандро Посадаса Архивная копия от 19 января 2016 на Wayback Machine и, по мнению «Бюллетеня кинематографического наследия Колумбии», давшая начало учебному и познавательному кино. 

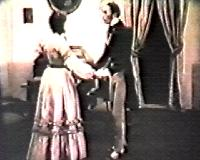
Кадр из фильма «Амалия» (1914)

Для кинематографа Аргентины начала XX века чрезвычайно значимы две фигуры: Эжена (Эухенио) Пи и Макса Глюксманна. Первый — эмигрант из Франции, кинооператор-хроникёр. Особо известен его сюжет, освещавший визит президента Бразилии Кампуса Салиса (1900 год). Второй, Макс Глюксманн — продюсер и организатор бизнеса. Именно они в 1907—1911 годах ищут примитивные способы добавления звука к фильмам, пытаясь синхронизировать изображение с граммофоном. Всего было создано 32 «фоно-сцены» (англ. phonoscenes), имевших определённый успех у зрителя.
В 1908 году Марио Гальо снял сюжетно-тематическую картину — «Расстрел Доррего», а на следующий год первую постановочную картину — «Майская революция» (исп. La Revolución de Mayo). Вообще национальный художественный кинематограф изначально тяготел к литературной классике. В 1914 году режиссёром Энрико Гарсия Вельосо снят первый аргентинский игровой фильм «Амалия» (исп. Amalia) по одноимённому роману Хосе Мармоля. На следующий год выпущена картина «Благородство гаучо» (исп. Nobleza gaucha), которая стала первым примером коммерческого успеха национального кинематографа. Комизм ленты основан на шаржировании злоключений простоватого итальянского иммигранта в столице и пригородах Аргентины.
В 1917 году эмигрант из Италии Квирино Кристиани выпускает мультипликационный фильм «Апостол», который многие источники называют первой в мире полнометражной анимационной работой. Политические и социальные темы также не оставалась в стороне от кинематографа и проявились, например, в картинах 1918 года «Последний рейд» 1919 года «Хуан без одежды» (исп. Juan sin ropa), рассказывающей об экономическом диктате иностранных монополий.
Во второй половине 1910-х годов аргентинский рынок кино прочно захватили США и Франция.

## Появление звука
Тридцатые и сороковые годы часто называются критиками и историками «Золотым веком» аргентинского кино. Находясь в неравных условиях с технически более совершенным Голливудом, производители первых звуковых фильмов прибегали к темам и акцентам, близким аргентинскому зрителю. Выбирались сюжеты из комических пьес (исп. sainete) и популярных песен, которые стали выигрывать, благодаря своей аутентичности, у аргентинцев.
Фильм 1931 года «Портовые куколки» (исп. Muñequitas porteñas) открыл в Аргентине эру звукового кино по технологии «Витафон» (звуковое сопровождение записывается на отдельный диск для фонографа). Более перспективная и прогрессивная система «Мувитон» (звук записывается непосредственно на киноплёнку) была продемонстрирована в 1933 году в фильме «Танго!», а первыми в Аргентине словами, прозвучавшими с экрана, стали «Буэнос-Айрес». В ленте студии Argentina Sono Film были заняты яркие исполнители: певица и танцовщица Либертад Ламарке, популярный театральный актёр Пепе Ариас, актриса комического плана Тита Мерельо. Большинство критиков оценило картину как провал за отсутствие внятной сюжетной линии. При том, что она имела шумный успех у публики, кинематографисты считали её всего лишь «бедным ребёнком из неблагополучных и небезопасных кварталов». Практически через неделю в прокат выходит фильм студии Lumiton «Три страсти» (исп. Los tres berretines). По отзывам прессы, он демонстрирует высокий уровень по всем художественным параметрам и достоин того, чтобы представлять Аргентину за рубежом. Так или иначе, творческое и коммерческое противостояние этих двух компаний во многом определяло судьбу кинематографа Аргентины в последующее десятилетие (при существовании одновременно ещё не менее десятка менее крупных студий).
В 1936 году фильм «Помоги мне жить» (исп. Ayúdame a Vivir) окончательно сформировал стандарты нового национального поджанра музыкального фильма — «фильма-танго» или «танго-оперы» (исп. la ópera tanguera).
На этот период приходится расцвет творчества аргентинского режиссёра итальянского происхождения Марио Соффичи. В 1935 году он снял фильм «Душа аккордеона» (исп. El Alma de bandoneón), а в 1939 году драму «Узники земли» (исп. Prisioneros de la tierra). В некоторых опросах этот фильм упоминается как «величайший в истории кинематографа Аргентины».

## Классический период. I этап (1940-е годы)
С начала 1940-х годов кинематограф Аргентины вошёл в период кризиса, определённый высоким уровнем присутствия на рынке кинолент из США и доминированием мексиканского кино, находящегося в зените и влияющего на все испаноговорящие страны (это явление позже было названо «целлулоидным кризисом» (исп. crisis del celuloide), отчасти и из-за того, что американские производители киноплёнки в отсутствие европейских конкурентов искусственно ограничивали её реализацию за пределами США). Национальные кинематографисты ограничивались в основном экранизациями известных литературных произведений или историко-приключенческими фильмами: «История ночи» (исп. Historia De Una Noche, режиссёр Луис Саславски, 1941 год), «Маламбо» (исп. Malambo, режиссёр Альберто де Завалия, 1942 год), «Война гаучо» (исп. La Guerra Gaucha, режиссёр Лукас Демаре, 1942 год), «Трое у реки» (исп. Tres Hombres Del Rio, режиссёр Марио Соффичи).
В 1941 году образовалась Ассоциация аргентинских артистов. 10 июля 1942 года была неформально основана Ассоциация кинокритиков Аргентины (исп. Asociación de Cronistas Cinematográficos de la Argentina), однако юридический статус был оформлен только 23 декабря 1957 года. В начале деятельности Ассоциация имела практически только название. Журналисты и критики собирались в ресторанах, кафе, где и проводили обсуждения. В январе 1943 года объединение повысило свой статус: была учреждена награда «Серебряный кондор» для фильмов национального (преимущественно) производства за прошлый год. Всё началось с двух категорий — Лучший фильм и Лучший иностранный фильм и семи медалей (лучшему режиссёру, актёрам, оригинальному и адаптированному сценарию). Первые награды получили: режиссёр Лукас Демаре за уже упомянутый фильм «Война гаучо», музыкальный фильм «Маламбо», «Третий поцелуй» (исп. El tercer beso, лучшая актриса — Амелия Бенсе), «Дети растут» (исп. Los chicos crecen, лучший актёр — Артуро Гарсия Бур) и «Как зелена была моя долина» (англ. How Green Was My Valley, США — лучший иностранный фильм).
Послевоенное время принесло с собой социальную напряжённость, ответственность за которую возлагается рядом историков на президента Хуана Перона. Кинематограф попал под жёсткий контроль государства. Многие киностудии закрылись, а некоторые режиссёры и актёры (как, например, Либертад Ламарке) покинули страну.
В это десятилетие достигли популярности актрисы, сёстры-близнецы Мирта и Сильвия Легран.

## Классический период. II этап (1950-е годы)
К концу 1940-х годов «целлулоидный кризис» завершился. На рынок вернулись европейские производители киноплёнки, а в самой Аргентине был принят закон № 12.999, который под угрозой судебного преследования обязывал кинотеатры соблюдать квотированное соотношение между национальными и зарубежными фильмами. Самые небольшие студии смогли выпускать конкурентную и востребованную зрителем продукцию: «Тряпичный мяч» (исп. Pelota de trapo, режиссёр Леопольдо Торре Нильссон, 1948 год), «Красные туфли» (исп. Las zapatillas coloradas, 1952 год), «Три мушкетёра» (исп. Los tres mosquiteros, 1953 год).
Структурную преемственность I и II этапов (англоязычные источники используют термин «стадии», англ. stages) классического периода аргентинского кинематографа обеспечили режиссёры, которые начинали в 1940-х годах, но в 1950-х создали лучшие свои работы: Даниэль Тинайре и его криминальная драма «Позор» (исп. Deshonra, 1952 год), Карлос Уго Кристенсен и «Если я умру прежде, чем проснусь» (исп. Si muero antes de despertar, 1952 год), Луис Саславски и мюзикл «Видалита» (исп. Vidalita, 1949 год). Большой популярностью (в том числе за рубежом — в СССР) пользовались музыкальные фильмы с участием Лолиты Торрес. Среди новых режиссёров II этапа классического периода аргентинского кинематографа необходимо назвать Уго дель Карриля и Леона Клемовски.
В результате военного переворота 1955 года на рынок Аргентины во всех сферах экономики был открыт доступ для международных компаний, защитные меры для фильмов национального производства также были отменены. В 1957 году был принят конституционный декрет 57/62, по которому государство брало практически всю кинематографическую деятельность под свой контроль.

## Новая волна
В 1958 году возник Союз аргентинского кино, по инициативе которого уже в 1959 году был создан Национальный институт кинематографии. Он заменил Главное управление развлечений и контролировал все финансовые взаимоотношения в сфере кинематографа. Режиссёров, проявивших себя в этот период, было принято называть «Новой волной» или «Новым кино» (исп. nuevo cine), хотя в настоящее время чаще используется термин «Поколение 60-х» (исп. generación del 60). Молодые кинематографисты достигли нового технического уровня, благодаря чему многие из них смогли участвовать в международных фестивалях. Леопольдо Торре Нильссон, Фернандо Айала, Давид Хосе Коон, Симон Фельдман и Фернандо Соланас стали главными действующими лицами этого обновления в аргентинском кино 1960-х. Однако очередной период политической нестабильности в 1966 году привёл к власти новое правительство, которое обвинило фильмы этих режиссёров в ненужном элитарном интеллектуализме и закрыло им каналы государственного финансирования. Так, эксцентричный Уго Сантьяго, создатель культовых фильмов «Вторжение» (исп. Invasión, 1969 год) и «Другие» (фр. Les autres, 1974 год), уехал во Францию. Большую часть национальной кинопродукции стали составлять комедийные мюзиклы и экранизации классических сюжетов. В качестве немногих исключений можно назвать драмы «История одинокого мальчика» (исп. Crónica de un niño solo, 1965 год) и «Романс о Анисето и Франциске» (исп. Este es el romance del Aniceto y la Francisca, de cómo quedó trunco, comenzó la tristeza y unas pocas cosas más..., 1967 год) Леонардо Фавио.

## Третий кинематограф, Cine Liberation и Cine de la Base
В марте 1969 года Фернандо Соланас и Октавио Хетино, давая интервью журналу «Кубинское кино» (исп. Cine Cubano), впервые употребили термин «Третий кинематограф» (англ. Third cinema), ставший позднее краеугольным камнем одноимённого направления в мировом кинематографе. Этими режиссёрами была образована группа Cine Liberation. Структура организации имела в основе не только творческие планы, но и элемент конспирации. В условиях правления военного режима все авторы могли объединиться с Cine Liberation и выпускать либеральные фильмы, не публикуя своего имени в титрах, тем самым снижая риск индивидуального нажима и преследования.

Провозгласив своей главной задачей создание «борющегося» искусства, способного превратить пассивного зрителя в активного участника политической жизни, а также выработку нового киноязыка, отличного и от голливудских стандартов, и от европейского авторского кино, Соланас и Хетино выпускают документальный кинотриптих «Час огней». Показанный на фестивале в Пезаро (Италия) в 1968 году, он завоевал первую премию и поразил интеллектуальные круги Европы, оказавшись близким по духу атмосфере молодёжных протестов. Очень ёмко оценил этот фильм российский кинокритик Михаил Трофименков: 
Необъятный, избыточный, 260-минутный «Час печей» (1968) Соланаса и Хетино, гипнотизирующий монтаж хроники и фотографий, то резко надвигающихся, атакующих, то проваливающихся в символическую черноту, перемежаемых цитатами из Че Гевары, Фанона, Хо Ши Мина, был не только барочной суммой интернациональной или континентальной национально-освободительной идеологии. Хотя и этим, в первую очередь, тоже. <…>  Не меньшая часть экранного времени была посвящена прогрессивной роли Перона, перонизму как национальной версии идеологии освобождения и очерку перонистского сопротивления.
Весь период 1970-х годов был эпохой крайностей: социально-политической активности с одной стороны, военных переворотов и стихийных бедствий — с другой. Короткий период возврата к демократии в 1973 году позволил создать фильмы «Мятежная Патагония» (исп. La Patagonia rebelde, 1974 год, режиссёр — Эктор Оливера), «Кебрачо» (исп. Quebracho, 1974 год, режиссёр — Рикардо Вуличер), «Назарено Крус и волк» (исп. Nazareno Cruz y el lobo, 1975 год, режиссёр — Леонардо Фавио).

## Демократизация 1980-х годов
Политическая стабилизация 1983 года отменила цензуру и возобновила государственное финансирование киноиндустрии вне зависимости от политических взглядов режиссёров. Многие из них вернулись из эмиграции. В 1984 году выходят «Ночи без лун и солнц» (исп. Noches sin lunas ni soles) Хосе Мартина Суареса, «Тротуары Сатурна» (фр. Les Trottoirs de Saturne) Уго Сантьяго, «Дети войны» (исп.  Los chicos de la guerra) Бебе Камина. Главным событием середины 1980-х в национальном кино стал выход драмы «Официальная версия» (исп. La historia oficial, 1986 год) Луиса Пуэнсо. Картина, рассказывающая о пути социального прозрения женщины из среднего класса Аргентины, получила премию «Оскар» и «Золотой глобус» как Лучший иностранный фильм, 9 премий «Серебряный кондор» и ещё несколько высоких кинематографических наград.

## Современное кино
В 1995 году, после интенсивных действий профсоюзов кинематографистов, был принят новый законопроект, который изменил название Национального института кинематографии на Национальный институт кино и аудиовизуальных искусств (INCAA, Instituto Nacinoal de Cine y Artes Audiovisuales) и упростил обращение за государственной финансовой поддержкой.
Выход в 1999 году первой полнометражной работы Пабло Траперо «Мир крановщика» (исп. Mundo grúa) ознаменовал, по мнению критиков, приход нового поколения аргентинских режиссёров. Картина завоевала 17 высоких кинематографических наград. Позже последовали работы Лукресии Мартель «Топь» (исп. La ciénaga, 2001 год), Даниэля Бурмана «Прерванное объятье» (исп. El Abrazo Partido, 2004 год), Ариэля Роттера «Другие» (исп.  El Otro, 2007 год) и другие, получившие чуть меньшее признание критики. Неоднократно можно слышать возрождённый термин «Новое аргентинское кино» по отношению к Альбертине Карри, Даниэль Бурман, Лисандро Алонсо.
Более взрослое поколение режиссёров продолжает выпускать качественное кино: «Девять королев» (исп. Nueve reinas, 2000 год) Фабиана Бьелински, «Сын невесты» (исп. El hijo de la novia, 2001 год) Хуана Хосе Кампанелья, «Короткие истории» (исп. Historias mínimas, 2002 год) Карлоса Сорина.
Большой интерес у зрителей вызвали фильмы 2005—2010 годов, которые были удостоены не только национальных, но и многих международных кинематографических наград: «XXY» (2007 год, 20 наград) режиссёра Лусии Пуэнсо, «Антенна» (исп. La antena, 2007 год, 7 наград) режиссёра Эстебана Сапира, «Анисето» (исп. Aniceto, 2008 год, 21 награда), «Тайна в его глазах» (исп. El secreto de sus ojos, 2009 год, 48 наград, включая «Оскар» за лучший иностранный фильм).

## Кинофестивали и конкурсы
Элемент состязательности и сопоставления творческих достижений в аргентинском кинематографе присутствует с начала 1940-х годов с момента образования Ассоциации кинокритиков. Премия «Серебряный кондор» вручается ежегодно (с незначительными перерывами) по многим номинациям. Однако собственно широкого публичного показа картин не проводится, и мероприятия АССА формально кинофестивалем считаться не могут.
В 1954 году был учреждён Кинофестиваль в Мар-дель-Плата, а уже в 1959 году он включён в категорию «А». В 1970 году из-за высокой конкуренции со стороны развивающегося фестиваля в Рио-де-Жанейро и введения военной диктатуры проведение конкурсов в Мар-дель-Плата было приостановлено. Возобновились они в 1996 году. В 2010 году фестиваль был проведён в 25-й раз.
С 1999 года каждой весной проводится BAFICI — Международный фестиваль независимого кино в Буэнос-Айресе (исп. Buenos Aires Festival Internacional de Cine Independiente).
Его особенностями является финансирование правительством Аргентины и отказ от членства фестиваля в Международной федерации ассоциаций кинопродюсеров FIAPF. Награды вручаются как за полнометражное игровое, так и за документальное и короткометражное кино, фильмы, отстаивающие права человека.
С 2006 года учреждена и вручается Премия Академии кинематографических искусств и наук Аргентины «Sur» (≈ рус. Премия Юг). Первый опыт её вручения относится к 1941—1953 годам. По аналогии, но в противовес «Серебряному кондору», премию называли «Кондором академическим» (исп. Cóndor Académico). В настоящее время вручаются награды в 20 номинациях, по содержанию аналогичных категориям американской киноакадемии.

## Кинопроизводство и прокат

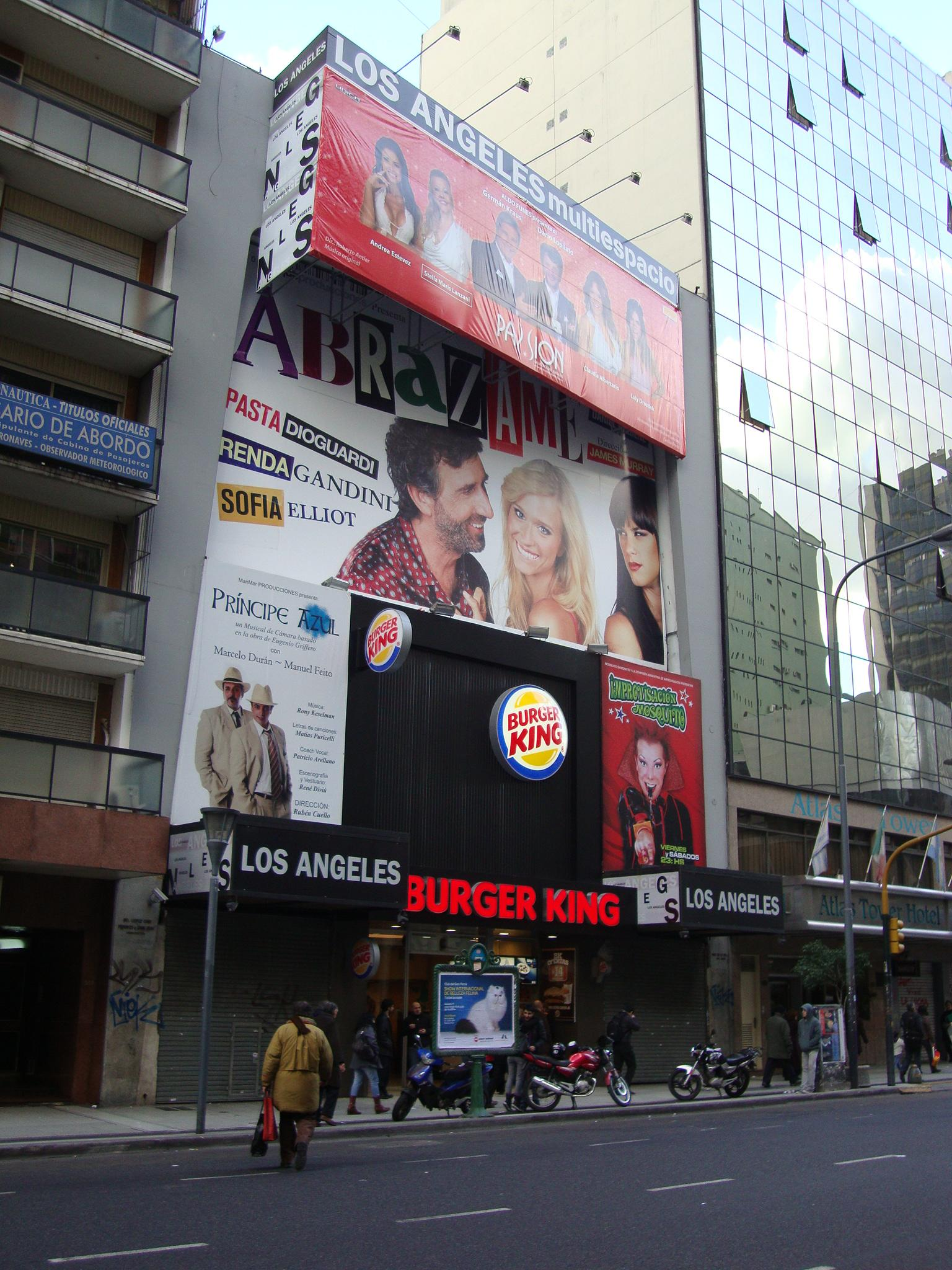
«Лос-Анхелес» —- один из старейших кинотеатров Буэнос-Айреса

Двумя крупнейшими кинопроизводителями Аргентины считаются компании Lumiton (образована в 1931 году, закрыта в 1950-х из-за экономических проблем, выпущено 180 фильмов) и Argentina Sono Film (1933 год — настоящее время, 220 фильмов).
В процессе выпуска кинематографической и телевизионной продукции в Аргентине принимают участие около 20 компаний, среди которых: Patagonik Film Group (создана в 1996 году, более 50 фильмов), Gorevision Films (2001 год, около 10 фильмов), Rosstoc (2005 год), Pampa Films (2006 год, около 10 фильмов), 100 Bares (2000 год). Последняя из упомянутых создана специально для обслуживания творческих проектов Хуана Хосе Компанельи.
В соответствии с общемировыми тенденциями абсолютное большинство кинотеатров расположено в крупнейших городах страны: Буэнос-Айресе, Кордове, Росарио, Мендосе и других. Из кинотеатров столицы Аргентины наиболее старые: «Cosmos» (до 1970 года — «Cataluña», открыт в 1929 году), «Monumental» (1931 год), «Gaumont» и «Los Ángeles» (оба — 1946 год) и другие; современные многозальные: «Belgrano Multiplex», сеть «Village Cines» («Village Caballito», «Village Recoleta», «Village Avellaneda») и другие.
Списки лидеров проката в Аргентине часто совпадают с перечнем картин, отмеченных призами различных кинематографических конкурсов: «Тайна в его глазах» (US$ 33,9 млн.), «Девять королев» (12,4 млн.), «Сын невесты» (8,6 млн.).

## Связи с мировым кинематографом
Кинематографисты Аргентины тесно сотрудничают с коллегами из других стран. Совместное международное кинопроизводство развивается как в творческих процессах, так и в предоставлении технической помощи иностранным компаниям в киносъёмках на разноплановых ландшафтах Аргентины. Вероятно, самый известный мультинациональный проект, осуществлённый в Аргентине, — фильм «Че Гевара: Дневники мотоциклиста» (исп. Diarios de motocicleta, 2004 год, режиссёр Вальтер Саллес, номинация на «Оскар» за лучший сценарий), в производстве которого принимали участие кинематографисты восьми стран. Другая известная и успешная совместная картина — «Горец 2: Оживление» (Великобритания, Франция, Аргентина; 1990 год). Результатом международного сотрудничества стали фильмы «Танго» (исп. Tango, no me dejes nunca, совместно с Испанией, режиссёр Карлос Саура, 1998 год), «Патагония» (исп. Patagonia, совместно с Великобританией, режиссёр Марк Эванс, 2010 год), «Липкие пальцы» (англ. Sticky Fingers, совместно с Канадой, режиссёр Кэн Скотт, 2009 год), «Тетро» (англ. Tetro; с США, Италией, Испанией; режиссёр Фрэнсис Форд Коппола, 2009 год). В некоторых случаях процессы сотрудничества проходят достаточно напряжённо. Так, во время съёмок последнего из упомянутых фильмов в Аргентине Коппола столкнулся с противостоянием профсоюзов и национальной ассоциации актёров кино. Последняя обвинила американских продюсеров в найме артистов без письменного заключения контракта. График съёмок и частично сюжет были пересмотрены. Объявленная забастовка была через месяц прекращена по достижении сторонами договорённости.
С кинематографом России (а в прошлом СССР) у аргентинских коллег партнёрство не сложилось из-за почти векового антагонизма политических формаций и территориальной удалённости. В качестве редких примеров обмена творческим опытом можно назвать фестиваль 1963 года в Мар-дель-Плата, на котором премию за Лучшую женскую роль и восторженные отзывы аргентинских критиков получила Надежда Румянцева за роль в фильме «Девчата»
Московский фестиваль кино Латинской Америки, проходящий с 2008 года, включал в свою программу только обзорный показ короткометражного кино Аргентины (Лучшие работы Университета кинематографии Буэнос-Айреса) в 2009 году и 2010 году.
Неожиданную помощь историкам российского и советского кинематографа оказал Музей кино в Буэнос-Айресе: там были найдены копии считавшегося утерянным фильма «Мой сын» (1928) Евгения Червякова, одного из авторов картины «Поэт и царь». Это событие киноведы расценивают как «крупнейшее архивное открытие в истории русского кино за последние полвека» и сравнивают с «выходом на экран второй серии „Ивана Грозного“».

## Значимые фигуры

### Режиссёры, сценаристы, продюсеры
Кинематографисты представлены в хронологическом порядке дат рождения.

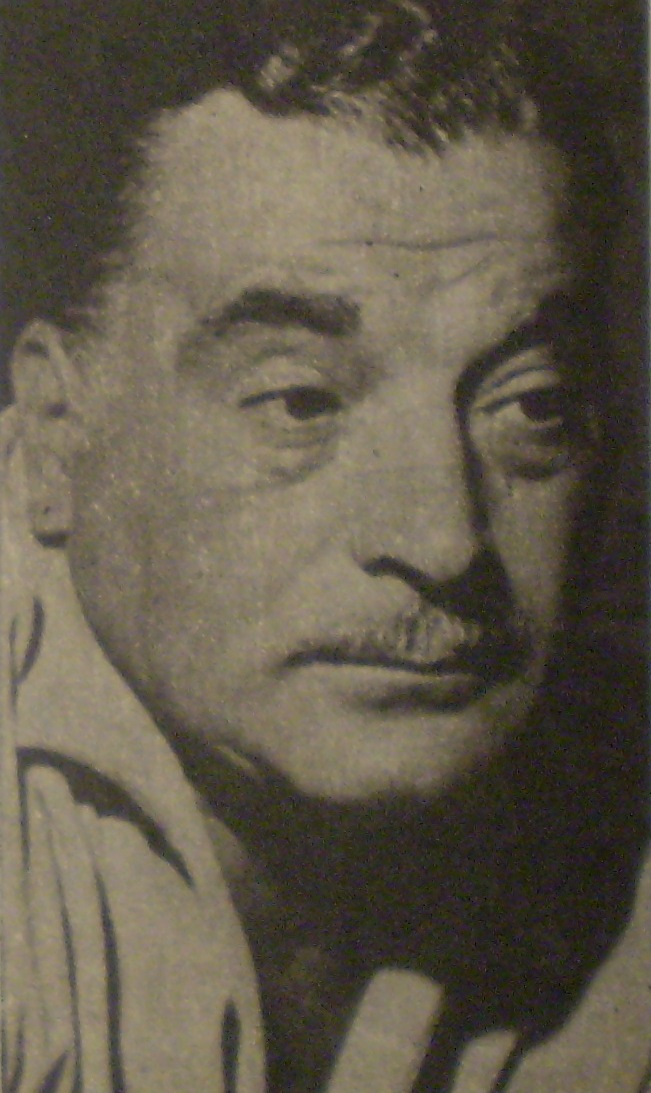
Лукас Демаре (1910—1981)

- Марио Соффичи (1900—1977) — аргентинский режиссёр и актёр итальянского происхождения, один из основателей национального кинематографа[37].
- Лукас Демаре (1910—1981) — кинорежиссёр и сценарист. Четырежды становился обладателем Серебряного кондора. Известен эпическими картинами на исторические темы с глубоким изучением и демонстрацией национального колорита Аргентины[38].
- Карлос Уго Кристенсен (1914—1999) — один из первых кинорежиссёров и сценаристов Аргентины. Его мелодраматические картины часто несли в себе скрытую сексуальность, чем вызывали многочисленные споры в среде кинокритиков. В 1950-е годы из-за анти-пероновской позиции был вынужден покинуть страну.
- Мария Луиса Бемберг (1922—1995) — первая аргентинская женщина-режиссёр. Стороница идей феминизма, выступавшая за равные с мужчинами права женщин на брак и на развод, за полноценное просвещение в области половых взаимоотношений и добровольный контроль рождаемости[39]. Кроме общественно-социальной деятельности достигла высоких творческих наград: 8 международных кинопремий и многочисленные номинации, в том числе фильма «Камила» на премию «Оскар» 1984 года за лучший фильм на иностранном языке.
- Леопольдо Торре Нильссон (1924—1978) — режиссёр и сценарист совершенно своеобразного творческого дарования, сын другого известного кинематографиста Леопольдо Торреса Риоса. Лучшие работы — «Преступление Ориба» (исп. El crimen de Oribe, 1950 год), «Грасьела» (исп. Graciela, 1956 год), «Дом ангела» (исп. La casa del ángel, 1957 год), — были созданы под влиянием лучших образцов литературы авангарда и соединили в себе темы одиночества с антиклерикальным бунтом[40].
- Эктор Оливера (род. 1931 год) — кинорежиссёр, сценарист, продюсер. Имеет 8 международных кинонаград и 12 номинаций. Наиболее известны фильмы «Мятежная Патагония» (1974 год, Серебряный медведь на Берлинском кинофестивале) и «Ночь карандашей» (1986 год, номинация на главный приз ММКФ).
- Октавио Хетино (род. 1935—2012) — кинорежиссёр, сценарист, актёр, общественный деятель, автор манифеста, давшего основу развития «третьего кинематографа»[41]
- Фернандо Соланас (род. 1936 год) — кинорежиссёр и сценарист, политик. 36 международных кинонаград и десятки номинаций. Второй кинематографист, наряду с Октавио Хетино, автор известного творческого манифеста[41].
- Леонардо Фавио (1938—2012) — один из самых культовых кинорежиссёров Аргентины[42]. Актёр, композитор, сценарист, певец и продюсер. Уже первый его фильм «История одинокого мальчика» (1965 год) имел шумный успех и в 2000 году был признан критиками абсолютно лучшей звуковой картиной в истории страны. Интересно, что в 1998 году при проведении схожего опроса первое место заняла вторая часть этой трилогии Леонардо Фавио — «Романс о Анисето и Франциске»[43].
- Эдгардо Козаринский (род. 1939 год) — писатель, сценарист, литературный критик, кинорежиссёр. В 2004 году получил премию Ассоциации кинокритиков Аргентины за вклад в национальный кинематограф.
- Адольфо Аристарайн (род. 1943 год) — кинорежиссёр, автор остросюжетных политических драм и криминальных детективов: «Время реванша» (исп. Tiempo de revancha, 1981 год, 10 кинонаград), «Последние дни жертвы» (исп. Últimos días de la víctima, 1982 год, 8 премий), «Место в мире» (исп. Un lugar en el mundo, 1992 год, 16 наград, включая номинацию на премию «Оскар»).
- Элисео Субьела (род. 1944 год) — режиссёр протестного, социального кино. Уже в 24 года вошла в группу Cine Liberación и приняла участие в коллективном проекте «Аргентина, май 1969»[22], получившего позже премию ФИПРЕССИ Берлинского МКФ. Обладает более 30 кинонаградами. Из других наиболее известных работ — «Мужчина, смотрящий на юго-восток» (исп. Hombre mirando al sudeste, 1986 год, 13 наград) и «Тёмная сторона сердца» (исп. El lado oscuro del corazón, 1992 год, 12 наград).
- Карлос Сорин (род. 1944 год) — режиссёр и сценарист, обладатель 29 кинонаград и двух десятков номинаций на различные премии. Наиболее известны фильмы «Короткие истории» (2002 год, 25 наград) и «Кот исчезает» (исп. El gato desaparece, 2011 год, 6 наград).
- Луис Пуэнсо (род. 1946 год) — кинорежиссёр, сценарист, продюсер. Обладатель 9 наград и 8 номинаций, включая выдвижение на кинопремию «Оскар» за режиссуру в 1986 году за картину «Официальная версия». Сам фильм получил 23 награды, включая премию «Оскар» и «Золотой глобус» как лучший иностранный фильм, 9 премий «Серебряный кондор» и был названным назван критиками отправной точкой для понимания социальных и культурных процессов в Аргентине периода «грязной войны»[44].
- Альберто Лекки (род. 1959 год) — кинорежиссёр и сценарист. Обладатель 15 наград национальных и международных смотров. Наиболее известны фильмы «Место в мире» (исп. Un Lugar en el mundo, в качестве автора сценария, 1992 год, 16 кинонаград и номинация на Оскар) и «Орешки для любви» (исп. Nueces para el amor, 2000 год, 9 наград).

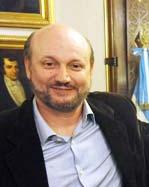
Хуан Хосе Кампанелья (род. 1959)

- Хуан Хосе Кампанелья (род. 1959) — вероятно, самый титулованный режиссёр Аргентины: 54 профессиональные награды и 33 номинации. Большинство из них принёс его главный фильм — «Тайна в его глазах».
- Фабиан Бьелински (1959—2006) — кинорежиссёр, автор всего двух полнометражных фильмов «Девять королев» и «Аура», за которые получил 17 международных кинонаград и очень высокие оценки критиков[45].
- Лукресия Мартель (род. 1966 год) — кинорежиссёр, сценарист, продюсер, представляет новое аргентинское кино. Неоднократно участвовала в жюри международных фестивалей[46]. Обладатель 21 кинонаграды. Особенную популярность приобрела после выхода фильма «Болото» (в ряде источников «Топь», исп. La Ciénaga, 2002 год, 15 наград). Выход в 2010 году фильма «Женщина без головы» закрепил за ней статус «необычайно талантливого аргентинского режиссёра»[47].
- Адриан Каэтано (род. 1969 год) — уругвайский и аргентинский кинорежиссёр, сценарист, продюсер. Обладатель более 20 кинонаград, главным образом за фильмы «Пицца, пиво и сигареты» (исп. Pizza, birra, faso, 1998 год), названного «началом» нового аргентинского кинематографа, «Боливия» (исп. Bolivia, 2001 год), «Хроника одного побега» (исп. Crónica de una fuga, 2006 год).
- Пабло Траперо (род. 1971 год) — режиссёр нового аргентинского кино, обладатель 33 кинопремий. Уже первый его полнометражный фильм «Мир крановщика» завоевал 19 наград и был фаворитом многих смотров 1999—2000 годов[48]. Криминально-политическая драма «Клан» 2015 года получила премию Серебряный лев Венецианского кинофестиваля и многочисленные положительные отзывы журналистов[49].
- Родриго Морено (род. 1972 год) — режиссёр. Его фильм «Охранник» (исп. El custodio, 2005 год) получил 18 кинонаград и заслужил превосходный отзывы в прессе[50].
- Даниэль Бурман (род. 1973 год) — заметный представитель современного латиноамериканского кинематографа[25], известен, в том числе, социальной драмой «Прерванные объятия» (англ. El abrazo partido), получившей 10 наград различных кинематографических смотров.
- Альбертина Карри (род. 1973 год) — кинорежиссёр и сценарист, представитель нового аргентинского кино. Имеет 6 международных профессиональных призов.
- Лисандро Алонсо (род. 1975 год) — представитель независимого кино[26], многократный номинант и обладатель более 10 международных кинематографических наград. Одна из главных — премия ФИПРЕССИ Каннского кинофестиваля 2014 года за фильм «Страна благоденствия» («Jauja»).
- Диего Лерман (род. 1976 год) — кинорежиссёр, сценарист, продюсер, обладатель 21 кинопремии. Фильмы «Так внезапно» (2002 год, 20 наград) и «Беженец» (исп. Refugiado, 2014 год, 6 наград) стали для него наиболее успешными.
- Лусия Пуэнсо (род. 1976 год) — кинорежиссёр, писательница. Дочь Луиса Пуэнсо. Получила 23 кинопремии и, кроме того, 19 раз была номинирована на разные награды. Наиболее известны фильмы «XXY», «Дитя рыбы», а также «Вакольда» — драма о нацистских преступниках, бежавших в Аргентину. Лента со сложным не развлекательным сюжетом имела широкий, в том числе коммерческий успех на кинорынке[51].

### Актёры и актрисы
Кинематографисты представлены в хронологическом порядке дат рождения.
- Карлос Гардель (1887—1935) — певец, актёр, композитор, танцор. Идол для миллионов латиноамериканцев в 1910—1930-х годах. Обладатель «народных» титулов Креольский дрозд и Король танго[52].
- Меча Ортис (1900—1987) — актриса театра и кино. Чрезвычайной популярности достигла в 1940—1950-х годах[53].
- Тита Мерельо (1904—2002) — актриса и певица, исполнительница танго. Одна из крупнейших звёзд аргентинского кино периода 1940-х — 1950-х годов [54].
- Либертад Ламарке (1908—2000) — актриса театра, кино, радио и телевидения, певица, исполнительница танго[54]. Успешно начала карьеру уже ролями в первых звуковых фильмах Аргентины, например «Танго!», когда ей было всего 25 лет. Однако в 1944 году на съёмках очередной ленты она поссорилась с другой молодой актрисой Эвой Дуарте, ставшей через два года женой президента Хуана Перона. Из-за организованного киностудиями по указанию Эвы бойкота Либертад Ламарке вынуждена была эмигрировать в Мексику, где сумела достигнуть ещё большего признания[55].

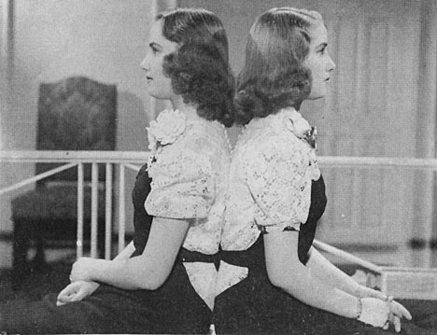
Мирта (слева) и Сильвия Легран в начале 1940-х.

- Мирта Легран и Сильвия Легран (род. 1927 год) — сёстры-близнецы, начавшие кинематографическую карьеру ещё в подростковом возрасте. К совершеннолетию их фильмография составила 10 картин, которые пользовались широким успехом у зрителей.
- Эктор Альтерио (род. 1929 год) — актёр кино и телевидения, 12 наград. Снялся более чем в 200 фильмах, высшие достижения — роли в фильмах «Мятежная Патагония» и «Официальная версия»[56]
- Альфредо Алькон (1930—2014) — актёр театра и кино, 9 наград. Популярность приобрёл в начале 1960-х годов, сотрудничая, главным образом, с режиссёром Леопольдо Торре Нильссоном. Назван критиками ведущим драматическим актёром аргентинского кинематографа[57].
- Федерико Луппи (род. 1936 год) — аргентинский (с 2003 года испанский) актёр. Лауреат 19 премий, в том числе «Серебряной раковины лучшему актёру» фестиваля в Сан-Себастьяне. Шестикратный лауреат премии «Серебряный кондор». Хотя популярность обрёл с середины 1960-х годов — в главной роли в фильме «Романс о Анисето и Франциске» (1966 год), широко востребован и сегодня, например в лентах «Хронос» (1993 год), «Хребет дьявола» (2001 год), «Лабиринт фавна» (2006 год) и так далее.
- Норма Алеандро (род. 1936) — актриса театра и кино, 16 наград и 13 номинаций, включая номинации на премии «Оскар» и «Золотой глобус» в качестве лучшей актрисы второго плана за фильм «Габи, правдивая история» (исп. Gaby: A True Story)[58].
- Грасьела Борхес (род. 1941) — актриса кино, 8 наград. Снималась в романтических ролях с Альфредо Альконом, Лаутаро Муруа, Леонардо Фавио.
- Рикардо Дарин (род. 1957 год) — аргентинский и испанский актёр, 25 профессиональных наград. Участник большинства самых успешных национальных кинопроектов за последние двадцать лет, включая «Сын невесты», «Аура», «XXY», «Тайна в его глазах» и так далее. Личный творческий почерк включает «замедленную, выжидающую пластику, отстраненную психофизику, стёртую харизму»[45].
- Соледад Вильямиль (род. 1969 год) — актриса и певица. 8 наград, в основном за роль в фильме «Тайна в его глазах».
- Летисия Бредиче (род. 1972) — актриса, певица, фотомодель. 6 кинонаград. Снимается, главным образом, в развлекательном и приключенческом кино.

## Лучшие фильмы

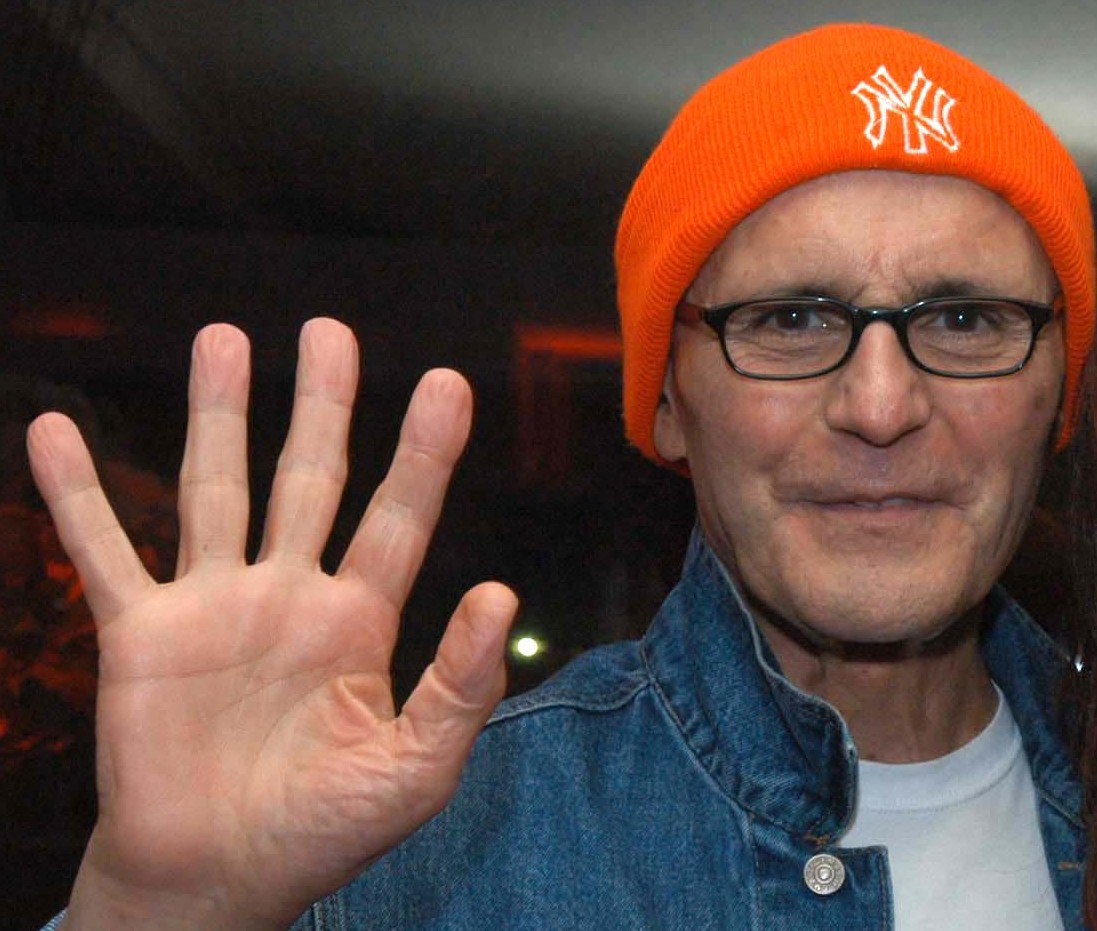
Режиссёр Леонардо Фавио
в 2005 году

- В 1985 году на основании опроса, проведённого Музеем кино Аргентины, «величайшим в истории национального кинематографа» был назван фильм-драма 1939 года «Узники земли» режиссёра Марио Соффичи[16].
- По опросу 1998 года журнала «TresPuntos», в котором респондентам предлагалось назвать по своему предпочтению 5 кинолент и 1 режиссёра, «лучшим аргентинским фильмом всех времён» была названа картина Леонардо Фавио «Романс о Анисето и Франциске»[59].
- В 2000 году при очередном опросе, проведённом Музеем кино (респонденты — сто критиков, историков и исследователей кино по всей стране), из 100 предложенных аргентинских звуковых фильмов 75 % голосов набрала драма Леонардо Фавио «История одинокого мальчика»[59].
- По рейтингу, который составляется на основе мнения посетителей кинопортала официального сайта правительства Аргентины, первые три лучших фильмов это (по убыванию): «Девять королев» Фабиана Бьелински, «Тайна в его глазах» Хуана Хосе Кампанельи, «В ожидании катафалка» Алехандро Дориа[60].
- Другие киноленты национального кинематографа, широко известные за пределами Аргентины:

| - 1968 — Час огней - 1969 — Просто Мария (сериал) - 1972 — Просто Мария - 1984 — Камила - 1985 — Официальная версия - 1986 — Бедная бабочка - 1988 — Юг - 1999 — Мир крановщика - 2003 — Ана и другие | - 2003 — Светловолосые - 2003 — Так внезапно - 2004 — Мёртвые - 2005 — Аура - 2005 — Охранник - 2006 — Хроника одного побега - 2007 — XXY - 2009 — Тайна в его глазах - 2009 — Дитя рыбы |

## Комментарии
1. ↑  В испаноязычных источниках французское имя Эжен трансформировалось в Эухенио
2. ↑  Фильм рассказывает о трёх популярных увлечениях того периода в Аргентине: танго, футболе и кино.